# Nue

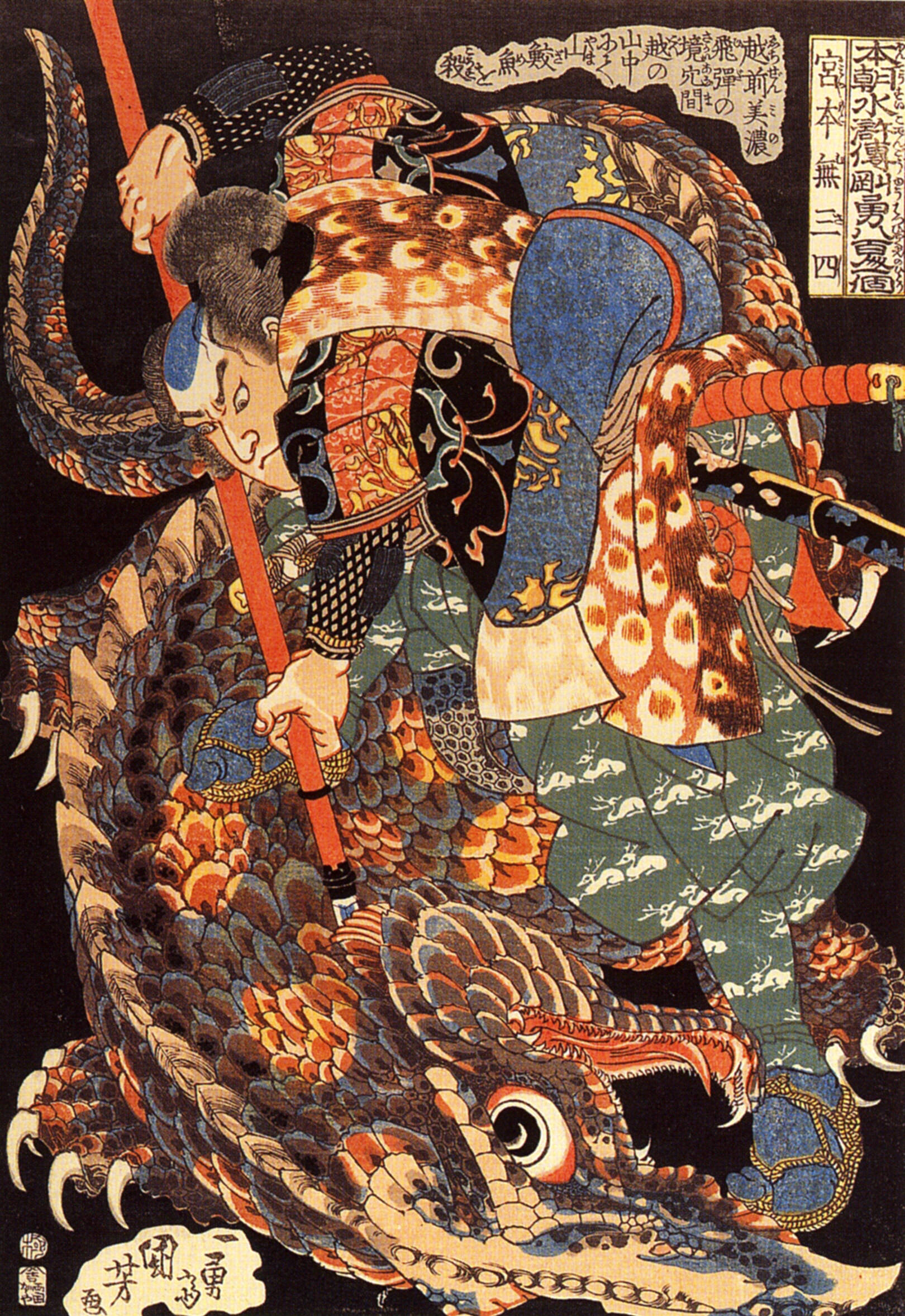
Miyamoto Musashi matando um nue, pintado por Utagawa Kuniyoshi (1798-1861).

Nue (鵺), é uma criatura lendária encontrada no folclore japonês. Ela tem a cabeça de um macaco, o corpo de um tanuki, as patas de um tigre e uma cobra no lugar da cauda. Um nue pode também se transformar em uma nuvem negra e voar por aí.
Os nues são conhecidos como portadores de má sorte e doenças. O Nue também porta uma capacidade de possessão de corpo, como visto em diversas histórias japonesas.
Uma pessoa possuída pelo nue fica fraca, sem energia, sem conseguir respirar ou pensar e em alguns casos a pessoa possuída pelo nue vem a óbito.[carece de fontes?]